# أنطوان دي لا سالي
أنطوان دي لا سالي (بالفرنسية: Antoine de La Sale)‏ (1388، بروفنس في فرنسا - 1462)؛ كاتب وروائي فرنسي.

## روابط خارجية
- أنطوان دي لا سالي على موقع الموسوعة البريطانية (الإنجليزية)